# Marjai Virág
Marjai Virág (Mosonmagyaróvár, 1980. október 3. –) magyar színésznő, műsorvezető.

## Életpályája
Gyermekkorát Kisbodakon töltötte. A mosonmagyaróvári Kossuth Lajos Gimnáziumban érettségizett. Érettségi után két évig tanult az Eötvös Loránd Tudományegyetem német szakán, mellette egy évet Pesti Magyar Színiakadémián is. 2001–2005 között a Színház- és Filmművészeti Egyetem hallgatója volt.
2005–2010 között a Radnóti Színház tagja volt. 2010–2011 között szabadúszóként dolgozott. 2011–2014 között az egri Gárdonyi Géza Színház színésznője volt. 2014-től ismét szabadúszó, mellette műsorvezetőként dolgozik rádióban és az Echo TV-ben is. 2019-től a Spirit Színház társulatának tagja volt.

## Színházi szerepeiből
- Carlo Goldoni: Karneválvégi éjszaka... Elenetta asszony
- Anton Pavlovics Csehov: Cseresznyéskert... Dunyasa
- Anton Pavlovics Csehov: Három nővér... Natalja Ivanovna
- Oscar Wilde: Bunbury... Cecily Cardew
- George Bernard Shaw: Tanner John házassága (A Don Juan-kód)... Violet, [Octavius] húga; Egy nő Mendoza bandájából
- George Bernard Shaw: Szent Johanna... Johanna
- Henrik Ibsen: Solness építőmester... Hilde Wangel
- Euripidész – Aiszkhülosz – Szophoklész – Szálinger Balázs: Oidipusz gyermekei... Iszméné
- Peter Shaffer: Black Comedy... Carol Melkett
- Leonard Gershe: A pillangók szabadok... Jill Tanner
- Paul Gavault – Robert Charvay: A csodagyermek... Marguerite
- Paul Pörtner: Hajmeresztő... Barbara De Marco
- Tracy Letts: Augusztus Oklahomában... Karen Weston
- Vörösmarty Mihály: Csongor és Tünde... Ilma
- Csiky Gergely: Buborékok... Szerafin
- Heltai Jenő: A tündérlaki lányok... Boriska
- Mikszáth Kálmán: Szent Péter esernyője... Madame Kriszbay
- Tersánszky Józsi Jenő: Kakuk Marci... Pattanó Rozi
- Zágon István – Nóti Károly: Hippolyt, a lakáj... Terka
- Sütő András: Káin és Ábel... Arabella
- Karinthy Ferenc: Szerelem, ó!... Ellen
- Szakonyi Károly: Adáshiba... Saci
- Hamvai Kornél: Castel Felice... Szépség
- Térey János: Asztalizene... Asztalizene
- Egressy Zoltán: Veszett éden... Arabella
- Háy Gyula: Mohács... Mária
- Bereményi Géza – Kovács Krisztina: Apacsok... Csilla
- Szabó Magda – Kovács Krisztina: Bárány Boldizsár... Borbála
- Déry Tibor – Pós Sándor – Presser Gábor – Adamis Anna: Képzelt riport egy amerikai popfesztiválról... Beverley

## Filmes és televíziós szerepei
- Tűzvonalban (2007) ... Erzsi
- Zimmer Feri 2. (2010) ... Nóra
- Apacsok (2010)
- Fapad (2015) ... Utas
- Csonka délibáb (2015) ... Anya
- boutiquehotel.hu (2015)
- Halj már meg! (2016) ... Kihallgatótiszt
- Barátok közt (2020) … Doktornő (Dr. Farkas Gyöngyvér)
- Mellékhatás (2020) ... Huszár Luca
- Oltári történetek (2021) ... Hermann Lili
- Drága örökösök – A visszatérés (2023) ... Panaszos vendég
- Hazatalálsz (2023, 2024) ... Mónika / Anyakönyvvezető
- Brigi és Brúnó (2023) ... bébiszitter
- …a szomszéd tehene (2024) ... tolvaj
- Pokoli rokonok (2025) ... Fejes Ilona

## Díjai, elismerései
- Radnóti-díj (1998)
- Angers Premiers Plans-legjobb színésznőnek járó díj, Nemes-Jeles László Türelem című kisfilmjében nyújtott alakításáért (2008)
- Zenthe-díj (2019)